# Targeta d'expansió

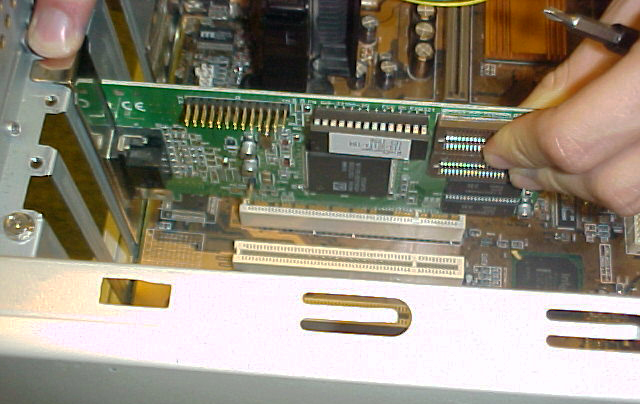
Instal·lació d'una targeta d'expansió

Les targetes, cartes o plaques d'expansió són dispositius amb diversos circuits integrats i controladors que, inserides a llurs ranures d'expansió, serveixen per a ampliar la capacitat d'un ordinador. Les targetes d'expansió més comunes serveixen per a afegir memòria, controladores d'unitat de disc, controladores de vídeo, ports sèrie o paral·lel i dispositius de mòdem interns.

## Història de la targeta d'expansió
El primer microordinador a oferir un bus de targeta tipus ranura fou l'Altair 8800, desenvolupat el 1974/75. Inicialment, les implementacions d'aquest bus eren de marca registrada (com Apple II i McIntosh), però el 1982 fabricants de computadores basades en l'Intel 8080/Zilog Z80 que executaven CP/M ja havien adoptat l'estàndard bus S-100. IBM llançà el bus XT, amb el primer IBM PC el 1981; es deia llavors el bus PC, ja que l'IBM XT, que emprava el mateix bus (amb una lleu excepció) no es llançà fins al 1983. XT (també anomenat ISA de 8 bits) fou reemplaçat per ISA (també denominat ISA de 16 bits), conegut originalment com el bus AT, el 1984. El bus MCA d'IBM, desenvolupat per al PS/2 el 1987 competia amb ISA, però va caure en desgràcia degut a l'acceptació general d'ISA per part de la indústria, i la llicència tancada que IBM mantenia sobre MCA. EISA, la versió ampliada de 32 bits avogada per Compaq era comuna a les plaques base dels PC fins al 1997, quan Microsoft el declarà un "subsistema heretat" al llibre blanc industrial PC 97. VESA Local Bus, un bus d'expansió al principi dels anys 90 que estava lligat intrínsecament a la CPU 80486, es tornà obsolet (a més del processador) quan Intel llançà la CPU Pentium el 1993.
El bus Peripheral Component Interconnect es llançà el 1991 per reemplaçar ISA. L'estàndard (ara en la versió 3.0) es troba a les plaques base dels PC encara. Intel llançà el bus AGP el 1997 com a solució dedicada d'acceleració de vídeo. Tot i que es deia un bus, AGP admet una sola targeta alhora. A partir del 2005, PCI Express ha estat reemplaçant PCI i AGP. Aquest estàndard, aprovat el 2004, implementa el protocol lògic PCI a través d'una interfície de comunicació sèrie.
Després del bus S-100, aquest article només menciona busos emprats en PCs comptatibles amb IBM/Windows-Intel. La majoria de les altres línies de computadores que no eren compatibles amb IBM, àdhuc les de Tandy, Commodore, Amiga i Atari, oferien llurs propis busos d'expansió. Encara moltes consoles de videojoc, com el Sega Genesis, incloïen busos d'expansió; almenys al cas de Genesis, el bus d'expansió era de marca registrada, i de fet, les ranures de cartutx de moltes consoles que empraven cartutxos (tret l'Atari 2600) calificarien com a busos d'expansió, ja que exposaven les capacitats de lectura i escriptura del bus intern del sistema. No obstant això, els mòduls d'expansió connectats a aquests interfícieos, tot i que eren funcionalment iguals a les targetes d'expansió, no només tècnicament targets d'expansió, degut a llur forma física.
Per als seus models 1000 EX i 1000 HX, Tandy Computer dissenyà la interfície d'expansió PLUS, una adaptació de les targetes del bus XT amb un factor de forma més petit. Perquè és electrònicament compatible amb el bus XT (també dit ISA de 8 bits o XT-ISA), un adaptador passiu pot emprar-se per connectar targetes XT a un connector d'expansió PLUS. Una altra característica de targetes PLUS és que es poden apilar. Un altre bus que oferia mòduls d'expansió capaços d'ésser apilats era el bus "sidecar" emprat per l'IBM PCjr. Aquest pogué haver estat elèctricament igual o similar al bus XT; segurament posseïa algunes semblances, car ambdós essencialment exposaven els busos de direcció i de dades de la CPU 8088, amb búfers i preservació d'estat, l'addició d'interrupcions i DMA proveïts per xips complementaris d'Intel, i algunes línies de detecció d'errors (Corrent bona, comprovació de memòria, comprovació de memòria E/S). Un altre cop, PCjr sidecars no són tècnicament targetes d'expansió, sinó mòduls d'expansió, amb l'única diferència sent que el sidecar és una targeta de memòria envoltada d'una capsa de plàstic (amb forats que exposen els connectors).

## Tipus de targetes d'expansió
- Mòdem
- Targeta de xarxa
- Targeta de so